# Polski Program Liberalny
Polski Program Liberalny – klub poselski i senatorski w Sejmie I kadencji i Senacie II kadencji, istniejący w okresie od 6 listopada 1992 do 31 maja 1993, wchodzący w skład koalicji popierającej rząd Hanny Suchockiej.
Połączył on posłów Kongresu Liberalno-Demokratycznego, Polskiej Partii Przyjaciół Piwa (z koła poselskiego Polski Program Gospodarczy, tzw. Duże Piwo) oraz 5 posłów Porozumienia Centrum. Klub liczył początkowo 53 posłów, by na koniec kadencji skupiać 48 członków. W jego skład weszło także 7 senatorów. Przewodniczącym klubu był Jan Pamuła.